# Berduj
Berduj (cyr. Бердуј) – wieś w Serbii, w okręgu pirockim, w gminie Babušnica. W 2011 roku liczyła 94 mieszkańców.